# P-элемент (дрозофила)
Р-элементы — транспозоны плодовой мушки Drosophila melanogaster, вызывающие синдром генетических нарушений, который называется гибридный дисгенез. У дрозофилы они обнаружены в конце 1960-х годов. В дальнейшем транспозоны подобные P-элементу, обнаружены у многих во многих эукариот, включая человека. Размеры составляют от 0,5 до 2,9 тысяч пар оснований. У человека гомологом P-элемента является ген THAP9. Считалось, что Р-элементы появились в середине XX века и за пятьдесят лет широко распространились по дикой популяции. При дальнейшем рассмотрении эта гипотеза не подтвердилась.
Эти генетические элементы широко используются для мутагенеза и создания генетически модифицированных мух для генетических исследований. 